# Q (латиниця)
Q, q («ку») — 17-а літера латинського алфавіту. Присутня в низці графічних систем на його основі.

## Історія
| V24 |

| V24 |

У фінікійському алфавіті існувала літера коф, що позначала фонему /q/, звичайну для семітських мов. Форма букви може походити від зображення голки з вушком, вузла, чи навіть мавпи зі звішеним донизу хвостом. Деякі навіть припускали, що походження накреслення літери «коф» ще давніше: від єгипетського ієрогліфа з фонетичним значенням wj.
У грецькій абетці від «коф» походить літера Ϙ («коппа»), яка можливо призначалася для передачі лабіалізованого велярного проривного, наприклад, /kʷ/ чи /kʷʰ/. Надалі внаслідок історичного розвитку фонетичної системи давньогрецьких діалектів ці звуки змінилися відповідно в /p/ і /pʰ/. Тому різні накреслення букви «коппа» перетворили на дві окремі літери: Ϙ («коппа»), що в пізніші часи використовувалася для позначення числа 90; і Φ, φ («фі»), яка первісно передавала придиховий звук /pʰ/, чия вимова надалі змінилася в /f/.
Етруски використовували літеру q у сполученні з v для передачі лабіалізованого велярного проривного /kʷ/; цю комбінацію запозичили від них і римляни разом з рештою алфавіту. У найраніших латинських написах літери c, k і q використовувались всі разом для передачі двох фонем — /k/ і /ɡ/, чиє графічне позначення тоді не розрізнялось. Існували певні правила правопису: q писалось перед округлими літерами (наприклад, EQO — ego, «я»), k перед a, а c — у будь-яких сполученнях. Пізніше c витіснило k і q майже з усіх позицій: q стало вживатися тільки разом з v для позначення сполучення /k/ з наступним /w/.

## Вимова
Оскільки фонема /q/ відсутня в більшості мов Європи, q в абетках цих мов (романських і германських) дублює c і k, слугуючи для передавання [k]; разом з k вона заміняє c перед голосними переднього ряду /i/ і /e/, які змінюють вимову c із задньоязикового на фрикативний чи африкат. Вживається q переважно разом з наступною u (літерою, що розвинулася з ранішої v).
В англійській мові q (де вона називається cue, «к'ю», МФА: [kjuː]) у більшості випадків використовується в складі диграфа qu — переважно для передачі сполучення [k] і [w], але у французьких запозиченнях читається як [k] (наприклад, plaque — МФА: [plak]). Рідше q вживається самостійно, без наступного u: зазвичай у галліцизмах (cinq, coq), для передачі літери ق в арабських запозиченнях (burqa, niqab, faqir, Iraq), або в китайських словах, записаних піньїнем (qi, guqin, qigong). За частотою вживання в англійському письмі q стоїть на 25-му місці, вона трапляється лише в 0,1 % слів; більш рідкісною є тільки z. За частотою вживання на початку слів q — на 24-му місці.
У французькій, окситанській, каталонській і португальській писемностях диграф qu передає фонему /k/ чи сполучення /kw/.
В іспанській писемності диграф qu передає фонему /k/.
В італійському письмі qu позначає сполучення [kw], де [w] є напівголосним алофоном голосного /u/.
Літера q відсутня в боснійській, валлійській, естонській, ісландській, ірландській, корнській, латиській, литовській, польській, словенській, турецькій, хорватській і шотландській абетках, у сербській гаєвиці.
Писемності деяких мов використовують літери c (k) і q для позначення різних фонем. У цьому разі фонетичне значення q у різних мовах може значно різнитися.
| Символ МФА | Назва звука                                          | Графічна система |
| ---------- | ---------------------------------------------------- | --- |
| [q]        | глухий язичковий проривний                           | МФА, аймара, кримськотатарська, гренландська, хопі, курдська (курманджі, єкгірту), казахська латиниця, луїсеньйо, лушуцид, кечуа, уйгурська, узбецька, абетка зазакі мови зазакі, міжмовна стандартна абетка Лепсіуса; замість [q] фонему /q/ іноді може представляти інший алофон [ɢ]: сомалійська, латиниця для кетської мови (як правило, з африкацією: як [qχ]) |
| [qː]       | подвоєний глухий язичковий проривний                 | волоф |
| [qχ]       | африкований глухий язичковий проривний               | латиниця для кетської мови (алофон звука [q]) |
| [qʰ]       | придиховий глухий язичковий проривний                | кіче, нухалк |
| [ɢ]        | дзвінкий язичковий проривний                         | сомалійська (алофон звука [q]), латиниця для кетської мови (алофон звука [q] після [ŋ]) |
| [k]        | глухий м'якопіднебінний проривний                    | деякі європейські мови, часто тільки в складі диграфа qu, що часто вимовляється як [kw]. В інших випадках диграф читається як [k]. |
| [kʷ]       | лабіалізований глухий м'якопіднебінний проривний     | мохеган-пекот |
| [kw]       |                                                      | нео |
| [ɡ]        | дзвінкий м'якопіднебінний проривний                  | азербайджанська абетка |
| [c]        | глухий твердопіднебінний проривний                   | албанська абетка |
| [ʔ]        | гортанна змичка                                      | мальтійська, меноміні, виро |
| [ŋɡ]       | преназалізований дзвінкий м'якопіднебінний проривний | фіджійська |
| [tɕʰ]      | придиховий глухий ясенно-твердопіднебінний африкат   | піньїнь |
| [x]        | глухий м'якопіднебінний фрикативний                  | латинська транслітерація класичної монгольської, мікмаку |
| [ɣ]        | дзвінкий м'якопіднебінний фрикативний                | алфавіт мапудунґун для мови мапудунґун |
| [θ]        | глухий зубний фрикативний                            | логлан |
| [ǃ]        | постальвеолярний ляскаючий приголосний               | ходза, коса, зулу |
| [ǃkʼ]      | абруптивний ляскаючий                                | сесото |
| [kʼ]       | велярний абруптивний приголосний                     | кайова |
| [qʼ]       | язичковий абруптивний приголосний                    | транслітерація абхазької абетки на основі ISO 9 |
| /w/        | дзвінкий губно-м'якопіднебінний апроксимант          | писемність південних в'єтнамських діалектів (у складі диграфа qu) |

## Інше використовування
| Фонетичний алфавіт НАТО   | Фонетичний алфавіт НАТО | код Морзе                      | код Морзе    |
| Quebec                    | Quebec                  | — – · —                        | — – · —      |
|                           |                         |                                | ⠟            |
| Морський прапорний сигнал | Семафорна абетка        | Американська мова жестів (ASL) | Шрифт Брайля |

- Велика літера Q використовується як знак гватемальського кетсаля (quetzal).
- Велика літера Q колись вживалася як римська цифра зі значенням 500 000[14].
- У фільмах і романах про Джеймса Бонда велика літера Q використовується для позначення одного з персонажів.
- Велика літера Q використана в назві раси Q у науково-фантастичній франшизі «Зоряний шлях».

## Способи кодування
У юнікоді велика Q_кодується як U+0051, мала q — U+0071.
Код ASCII для великої Q — 81, для малої q — 113; або у двійковій системі 01010001 та 01110001 відповідно.
Код EBCDIC для великої Q — 216, для малої q — 152.
NCR код HTML та XML — «&#81;» та «&#113;» для великої та малої літер відповідно.